# УСТ Луг (Айхштедт)
УСТ «Луг» (Українське Спортове Товариство «Луг») — українське спортивне товариство з німецького поселення Айхштедт.
«Луг» в українському таборі (550 осіб, 90 членів товариства) заснований 4 березня 1946 року. Головою обрано Андрія Горського, потім - м-ра Петра Григоровича.
Волейбольна секція чоловіків, Настільного тенісу, шахів, легкої атлетики і боксу проводили лише товариські зустрічі. Футбольна команда змагалася в обласній лізі. У 1946 р. 4 рази на тиждень відбувалася ранкова гімнастика.
Восени 1946 р. табір перевезено до Ашаффенбургу, до Боа Брюле Касерне, в якім товариство не відновило своєї праці, а навесні 1947 р. приєдналося до місцевого «Запоріжжя».